# Port lotniczy Taiyuan-Wusu
Port lotniczy Taiyuan-Wusu (IATA: TYN, ICAO: ZBYN) – port lotniczy położony 15 km na południowy wschód od Taiyuan, w prowincji Shanxi, w Chińskiej Republice Ludowej.

## Linie lotnicze i połączenia
| Linia Lotnicza            | Kierunek |
| ------------------------- | --- |
| Air China                 | 1. Pekin 2. Chengdu-Tianfu 3. Tiencin 4. Wenzhou 5. Xining |
| Air Guilin                | 1. Guilin 2. Xiamen |
| Beijing Capital Airlines  | 1. Changchun 2. Chongqing 3. Haikou 4. Sanya |
| Chengdu Airlines          | 1. Chengdu-Tianfu 2. Chifeng 3. Dazhou 4. Ulanhot |
| China Eastern Airlines    | 1. Bangkok-Suvarnabhumi 2. Beihai 3. Changzhou 4. Chengdu-Tianfu 5. Chongqing 6. Dalian 7. Datong 8. Fuzhou 9. Guangzhou 10. Guilin 11. Guiyang 12. Haikou 13. Hangzhou 14. Hefei 15. Hohhot 16. Hongkong 17. Jieyang 18. Kunming 19. Lanzhou 20. Nanchang 21. Nankin 22. Ningbo 23. Ordos 24. Qingdao 25. Qionghai 26. Quanzhou 27. Sanya 28. Szanghaj-Hongqiao 29. Szanghaj-Pudong 30. Shenzhen 31. Urumczi 32. Wenzhou 33. Wuhan 34. Wuxi 35. Xiamen 36. Xishuangbanna 37. Yantai 38. Yichang 39. Yinchuan |
| China Express Airlines    | 1. Baotou 2. Chengdu-Tianfu 3. Quzhou 4. Yan’an |
| China Southern Airlines   | 1. Changsha 2. Dalian 3. Guangzhou 4. Jieyang 5. Lianyungang 6. Nanning 7. Shenzhen 8. Urumczi 9. Wuhan 10. Yiwu 11. Zhuhai |
| China United Airlines     | 1. Foshan |
| Colorful Guizhou Airlines | 1. Yibin |
| Donghai Airlines          | 1. Zhijiang 2. Jingzhou 3. Shenzhen 4. Zhuhai |
| Fuzhou Airlines           | 1. Dalian 2. Fuzhou |
| Hainan Airlines           | 1. Changsha 2. Dalian 3. Fuzhou 4. Guangzhou 5. Guilin 6. Haikou 7. Hangzhou 8. Hefei 9. Nankin 10. Qingdao 11. Sanya 12. Shenzhen 13. Sydney 14. Urumczi 15. Wuhan 16. Xiamen 17. Zhuhai |
| Jiangxi Air               | 1. Harbin 2. Nanchang |
| Joy Air                   | 1. Changsha |
| Juneyao Airlines          | 1. Cheongju 2. Guiyang 3. Liuzhou 4. Nankin 5. Szanghaj-Hongqiao 6. Szanghaj-Pudong |
| Kunming Airlines          | 1. Changsha 2. Chongqing 3. Dalian 4. Guiyang 5. Kunming 6. Nankin 7. Nanning 8. Tengchong |
| LJ Air                    | 1. Guilin 2. Harbin 3. Ningbo 4. Qingdao |
| Loong Air                 | 1. Chengdu-Tianfu 2. Ningbo 3. Shenyang |
| Lucky Air                 | 1. Kunming |
| Okay Airways              | 1. Changsha 2. Dalian 3. Shenyang |
| Qingdao Airlines          | 1. Changchun 2. Chengdu-Tianfu |
| Ruili Airlines            | 1. Hohhot 2. Kunming |
| Shandong Airlines         | 1. Baotou 2. Changchun 3. Chongqing 4. Guiyang 5. Lanzhou 6. Linyi 7. Qingdao 8. Shenyang 9. Shiyan 10. Urumczi 11. Wuhan 12. Xiamen |
| Shanghai Airlines         | 1. Szanghaj-Hongqiao |
| Shenzhen Airlines         | 1. Chengdu-Tianfu 2. Dalian 3. Hefei 4. Nanchang 5. Nankin 6. Nanning 7. Nantong 8. Quanzhou 9. Shenyang 10. Shenzhen 11. Wuhan 12. Yichang |
| Sichuan Airlines          | 1. Beihai 2. Chengdu-Shuangliu 3. Chengdu-Tianfu 4. Chongqing 5. Ganzhou 6. Guilin 7. Harbin 8. Lanzhou 9. Sanya 10. Shenyang |
| Spring Airlines           | 1. Nanchang 2. Szanghaj-Pudong |
| Tibet Airlines            | 1. Chengdu-Shuangliu 2. Harbin 3. Lhasa 4. Lijiang 5. Mianyang |
| West Air                  | 1. Chongqing |
| Xiamen Air                | 1. Fuzhou 2. Hangzhou 3. Nankin 4. Quanzhou 5. Xiamen |